# Sun-Maid

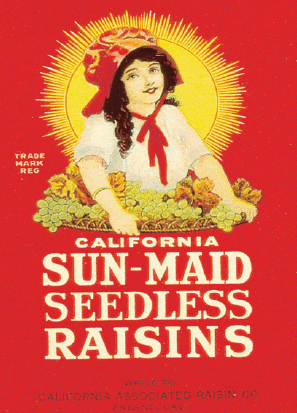
Ett russinpaket från Sun-Maid 1916.

Sun-Maid är ett varumärke som ägs av Sun-Maid Growers of California, ett kooperativ i Kalifornien, USA, som producerar frukt, särskilt 
russin. Kooperativet ägs av 750 jordbrukare i Kaliforniens centraldal som tillsammans brukar en areal på 5 000 hektar.
Logotypen som använts sedan 1915 är en bild på en flicka, vars namn var Lorraine Collett.